# 湖桶屠村事件
湖桶屠村事件， 最早是由一位坪林居民高海口述的民間傳說， 發生在日治時期的新北市坪林區的靈異事件。

## 傳說由來
- 1897年11月，日警據報湖桶村藏匿抗日份子，入山圍剿，全村老弱婦孺無一倖免，人亡村毀[1]， 當地胡桶古道被當地鄉民稱之為「幽靈古道」。

- 1998年一位署名「汐止東山老人小嬰兒」的身份不明人士在湖桶村入口設立， 未說明根據出處的《本庄慘遭日軍圍殺三日衣屍首共埋十三溝之處》鐵製說明牌。有研究認為傷亡數字過於渲染誇張、甚至可能根本不存在[2]。亦有研究認為此乃1899年， 日本政府逮捕抗日人士林李成一事， 但對屠村與屠殺數百人則抱持疑的態度。[3]

## 疑點
- 在署名「東山老人小嬰兒」所立之「湖桶義民碑」，寫著「1895年10月7日，歲次丁酉9月22日…住民約300餘人、食客更多，前降日軍義首曹田探知抗日義首林李成、子林松.....，遂帶日軍襲村屠殺…無一倖免，連殺三日…屍首埋十三溝…。」。 另在胡桶遺址有署名汐止黃聰明所建之墓碑，則寫說發生時間在1897年10月7日。[4]

## 佐證
- 宜蘭縣史館表示，日前曾邀請當地耆老，前來縣史館話當年，昨日再次來到頭城鎮福成里社區，再作進一步的口述紀錄。根據坪林縣誌，確實有湖桶村屠村等字句，但篇幅甚短，僅寥寥數字而已。[5]

## 外部連結
- 坪林．胡桶古道（湖桶古道） （页面存档备份，存于）
- 坪林失落的山村(湖桶村事件) （页面存档备份，存于）